# Nacho Vidal (Pornodarsteller)

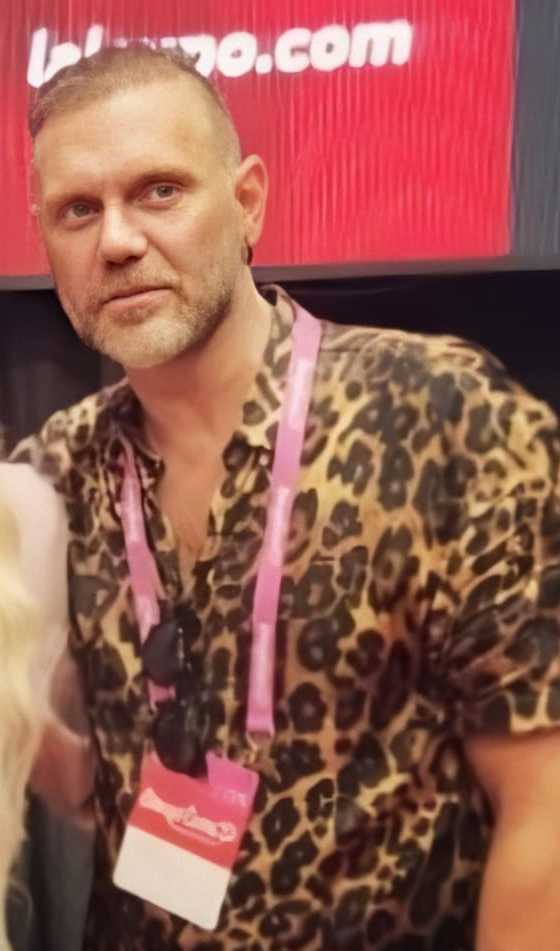
Nacho Vidal, 2020

Nacho Vidal, bürgerlich Ignacio Jordà González, (* 30. Dezember 1973 in Mataró) ist ein spanischer Pornodarsteller und Filmregisseur.

## Leben
Nacho Vidal kam in Mataró auf die Welt und zog mit seinen Eltern in jungen Jahren nach Valencia, wo ein Teil der Familie seine Wurzeln hat. Im Alter von 14 Jahren verließ er die Schule, um zu arbeiten und damit seiner mittlerweile verarmten Familie zu helfen. Zeitweilig war er als Teenager Mitglied einer Punkband und später Boxer und auch Mitglied der Legión Española. Mit 21 Jahren fing er an, in Barcelona in einem Club mit seiner damaligen Freundin „Jazmine“ Livesex vor Publikum aufzuführen.
In den frühen Jahren seiner pornografischen Laufbahn lernte er bei einem Dreh Belladonna kennen, mit der er zwischenzeitlich verlobt war. Im Jahr 2005, als er die kolumbianische Darstellerin Franceska Jaimes geehelicht hatte, erklärte er kurzzeitig seinen Rückzug aus der Branche. Nachdem sich das Paar zwischendurch scheiden ließ, folgte 2014 eine kirchliche Trauung in Spanien.
Am 24. Februar 2019 veröffentlichte die tschechische Modelagentur „Nikki’s Model Agentur“ auf Twitter eine Meldung, dass Vidal positiv auf HIV getestet wurde, und kündigte einen zwei-monatigen Produktionsstopp an. Vidal kommentierte die Meldung als geschmacklos.

## Auszeichnungen

### AVN Award
- 2004: „Best Group Sex Scene – Video“ (Back 2 Evil) mit Ashley Long, Julie Night und Manuel Ferrara
- 2012: „Best Three-Way Sex Scene (G/G/B)“ (Ass Worship 13) mit Kristina Rose und Jada Stevens

### Hot d’or
- 2009: „Meilleur Performeur Européen“[10][11]

### FICEB Award
- 2000: „Bester Darsteller“ (Buttman's Anal Divas), Best Sex Scene (Brazilian Butt Fest) mit Cassandra & Jazmine[12]
- 2001: „Bester Darsteller“ (Face Dance Obsession)[13]
- 2002: „Bester Darsteller“ (Publikumspreis)[14]
- 2003: „Bester Darsteller“ (Back 2 Evil)[15]
- 2004: „Bester Transsexuellen-Film“ (Travestís dominados por Nacho)[16]
- 2006: „Bester Darsteller“ (Back 2 Evil 2)[17]
- 2008: „Bester Darsteller“ (Publikumspreis) und „Most Original Sex Scene“ (The Fashionistas Safado Berlin) mit Katsuni und Melissa Lauren[18]

### Venus Award
- 2004: „Bester Darsteller – Europa“

### XBIZ Award
- 2012: „Foreign Male Performer of the Year“[19]
- 2013: „Best Scene – Gonzo/Non-Feature Release“ (Nacho Invades America 2) mit Chanel Preston[20]

### XRCO Award
- 1999: „Best Anal Or D.P. Scene“ (When Rocco Meats Kelly 2) mit Kelly, Alba Dea Monte und Rocco Siffredi[21]
- 2000: „Best Male-Female Scene/Couples Scene“ (Xxxtreme Fantasies Of Jewel De’Nyle) mit Jewel De’Nyle, „Best Threeway Scene“ (Please 9) mit Amanda und Jessica[21]

## Filmografie (Auswahl)

### Als Darsteller
- 1997: Gorex – Zombie Sex
- 1998: Rocco Never Dies – The End
- 1999: Up and Cummers 62
- 2000: Killer Pussy 2
- 2001: Runaway Butts 3
- 2002: Nacho: Latin Psycho II – Crazy ASSylum
- 2003: Private Casting X 44: Sandra Russo – Only for You
- 2004: El comisario (TV-Serie, Folge No lo hagas)
- 2005: Ariana Jollee Fucks the World
- 2006: Nacho Rides Again
- 2007: Fashionistas Safado: Berlin
- 2008: Casino – No Limit
- 2009: Tarra White: Pornochic 17
- 2010: All Natural Titties
- 2011: Asa Akira Is Insatiable 2
- 2012: Spartacus MMXII: The Beginning
- 2013: Stable Whores
- 2014: Fishing for Pussy
- 2015: Nacho Vidal's Hot Horny Hookers
- 2016: Star Wars – Underworld – A XXX Parody
- 2017: Fly Girls: Final Payload

### Als Regisseur
- 1999: Hot Latin Pussy Adventures
- 2000: Killer Pussy
- 2001: Blowjob Impossible
- 2002: Nacho: Latin Psycho II – Crazy ASSylum
- 2003: Back 2 Evil
- 2004: Hard Time She-Male
- 2005: Nacho Vidal Is Fucking Belladonna
- 2006: Back 2 Evil 2
- 2007: Mission: Transexual
- 2008: Made in Brazil
- 2009: Whore House
- 2010: Colombian Teens
- 2011: Nacho vs. Franceska Jaimes
- 2012: In My Room
- 2013: Big Dick Brother
- 2014: Fucking Nacho
- 2015: Nacho Vidal's Hot Horny Hookers
- 2016: Nacho's Fucking Warehouse
- 2017: Tattoo Lovers